# Lista de singles número um na Billboard Hot 100 em 2004
A seguir apresenta-se a lista dos singles número um na Billboard Hot 100 em 2004. A Billboard Hot 100 é uma tabela musical que classifica o desempenho de singles nos Estados Unidos. Publicada semanalmente pela revista Billboard, os seus dados são recolhidos pela Nielsen SoundScan, baseando-se em cada venda semanal física, e também popularidade da canção nas rádios. Em 2004, doze canções atingiram o primeiro lugar da tabela. No entanto, "Hey Ya!", do duo OutKast, iniciou a sua corrida no topo em 2003, e foi, portanto, excluído.

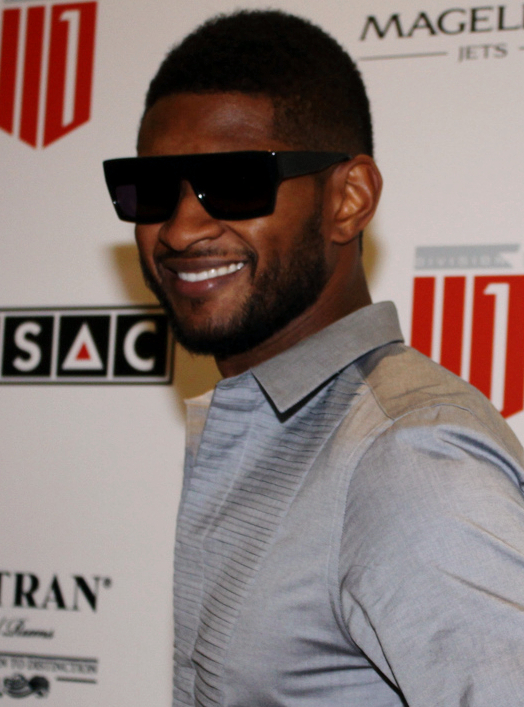
Com quatro números uns ao longo de 28 semanas, Usher foi o artista com o melhor desempenho do ano. "Yeah!" teve o melhor desempenho do ano e alcançou o recorde de maior tempo de permanência no topo da década de 2000.

O ano abriu com "The Way You Move" de OutKast com participação de Sleepy Brown a 14 de Fevereiro, e terminou com "Drop It Like It's Hot" de Snoop Dogg com participação de Pharrell. Treze artistas conseguiram posicionar um single no número um da Hot 100 pela primeira vez, quer como artista principal quer como convidado. Eles são: Fantasia Barrino, Ciara, Terror Squad, Jamie Foxx, Lil Jon, Pablo Petey, Pharrell, Kanye West, e Snoop Dogg; dos quais apenas as duas primeiras conseguiram alcançar o feito com os seus trabalhos de estreia, e apenas os três primeiros conseguiram com a sua primeira entrada na tabela. Além de ter sido a décima segunda estreia no primeiro posto, "I Believe" fez de Barrino a primeira artista a estrear no número um com o primeiro trabalho da sua carreira, a quinta artista feminina a fazer uma estreia no número um da tabela, e a primeira participante do American Idol a conseguir tal feito. Ao remover "Hey Ya!" da primeira posição da Hot 100, "The Way You Move" fez de OutKast o sexto artista a se substituir no cume da tabela. "Slow Motion" tornou-se no sexto single a alcançar o primeiro posto da Hot 100 após a morte do seu intérprete, Soulja Slim, vítima de assassinato a 26 de Novembro de 2003. Embora tenha entrado na Hot 100 pela primeira vez em 1993, Snoop Dogg apenas conseguiu alcançar o primeiro posto pela primeira vez em 2004, um intervalo de onze anos. Ao longo do ano, sete singles de colaboração atingiram o número um, igualando o recorde estabelecido em 2003.
O cantor de R&B Usher tornou-se no quinto artista a conseguir posicionar quatro singles no número um da tabela em apenas um ano. Com doze semanas consecutivas, "Yeah!", o primeiro dos quais, foi o que por mais tempo permaneceu no topo, igualando o recorde da década estabelecido por "Lose Yourself" (2002) do rapper Eminem, e o com o melhor desempenho do ano. "Burn" removeu "Yeah!" da posição de topo, fazendo de Usher o sétimo artista a conseguir este feito. Quando "Confessions Part II" removeu "Burn" do topo, ele tornou-se no segundo artista a conseguir o feito por mais de uma vez no mesmo ano. O último tema do cantor a alcançar a primeira posição foi a colaboração com Alicia Keys intitulada "My Boo", que rendeu à cantora o seu segundo número um e, juntamente com Barrino e Ciara, foram as únicas artistas femininas a conseguir liderar a tabela no ano. No total, Usher liderou a Hot 100 por um recorde de 28 semanas e fez de Confessions o sétimo álbum da história e o único da década de 2000 com quatro singles número um.
Após períodos de sucesso flutuante, música urbana alcançou dominância comercial durante o início dos anos 2000, com uma quantidade massiva de crossovers bem-sucedidos nas tabelas musicais da Billboard por artistas de R&B e hip hop. Todas as canções que lideraram a Hot 100 em 2004 são cantadas por artistas afro-americanos e são de R&B ou hip hop, tendo sido responsáveis por cerca de 80% dos êxitos das tabelas de R&B/Hip-Hop. 2004 continua a ser o único ano a ter essas qualidades até hoje. Além do sucesso de Usher com quatro singles, estações de rádio que tocam música popular, bem como tabelas de música pop e R&B, foram dominadas por temas como "Hey Ya!" de OutKast, "Drop It Like It's Hot" de Snoop Dogg, "Lean Back" de Terror Squad, e "Goodies" de Ciara. Escrevendo para o The Village Voice mais tarde nesse ano, Chris Molanphy ressaltou que "pelo início dos anos 2000, música urbana já era música pop." Devido à enorme quantidade de canções R&B e hip hop a se cruzarem no topo da Hot 100 em 2004, foi criada a Pop 100.

## Histórico

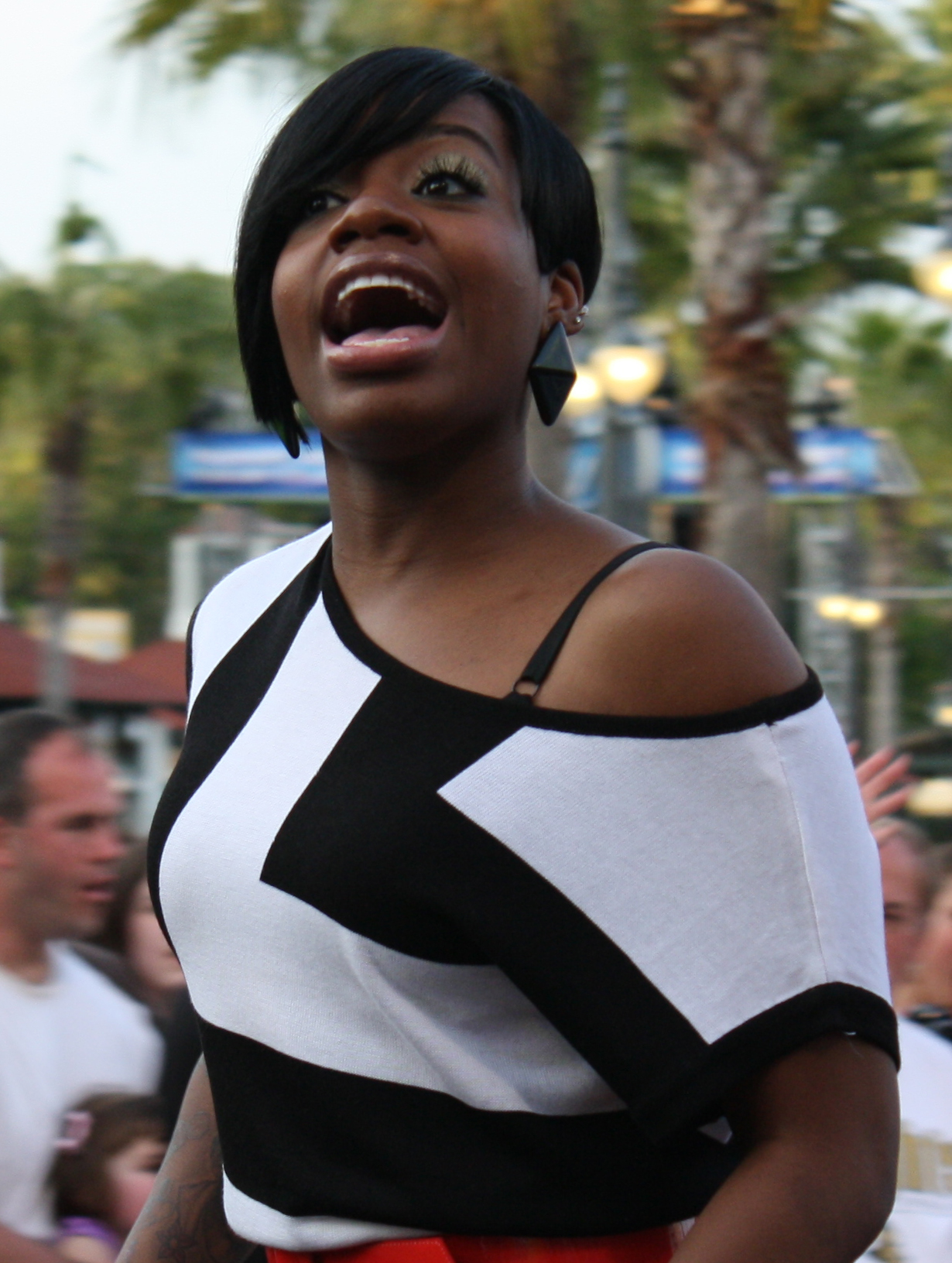
"I Believe" fez de Fantasia a primeira artista a estrear no número um com o seu trabalho de estreia.

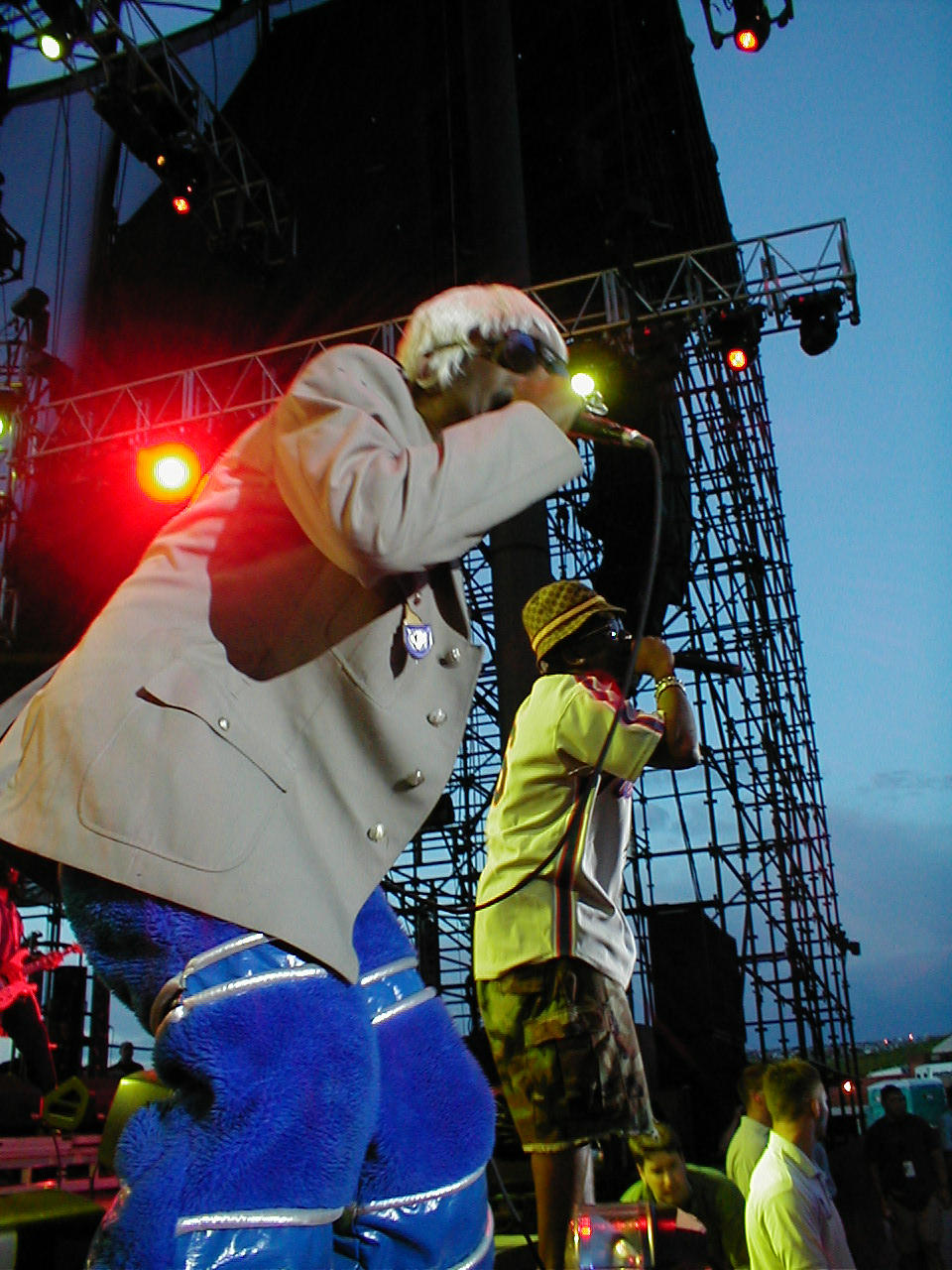
Ao remover "Hey Ya!" da primeira posição da Hot 100, "The Way You Move" fez do duo OutKast o sexto artista a se substituir no cume da tabela.

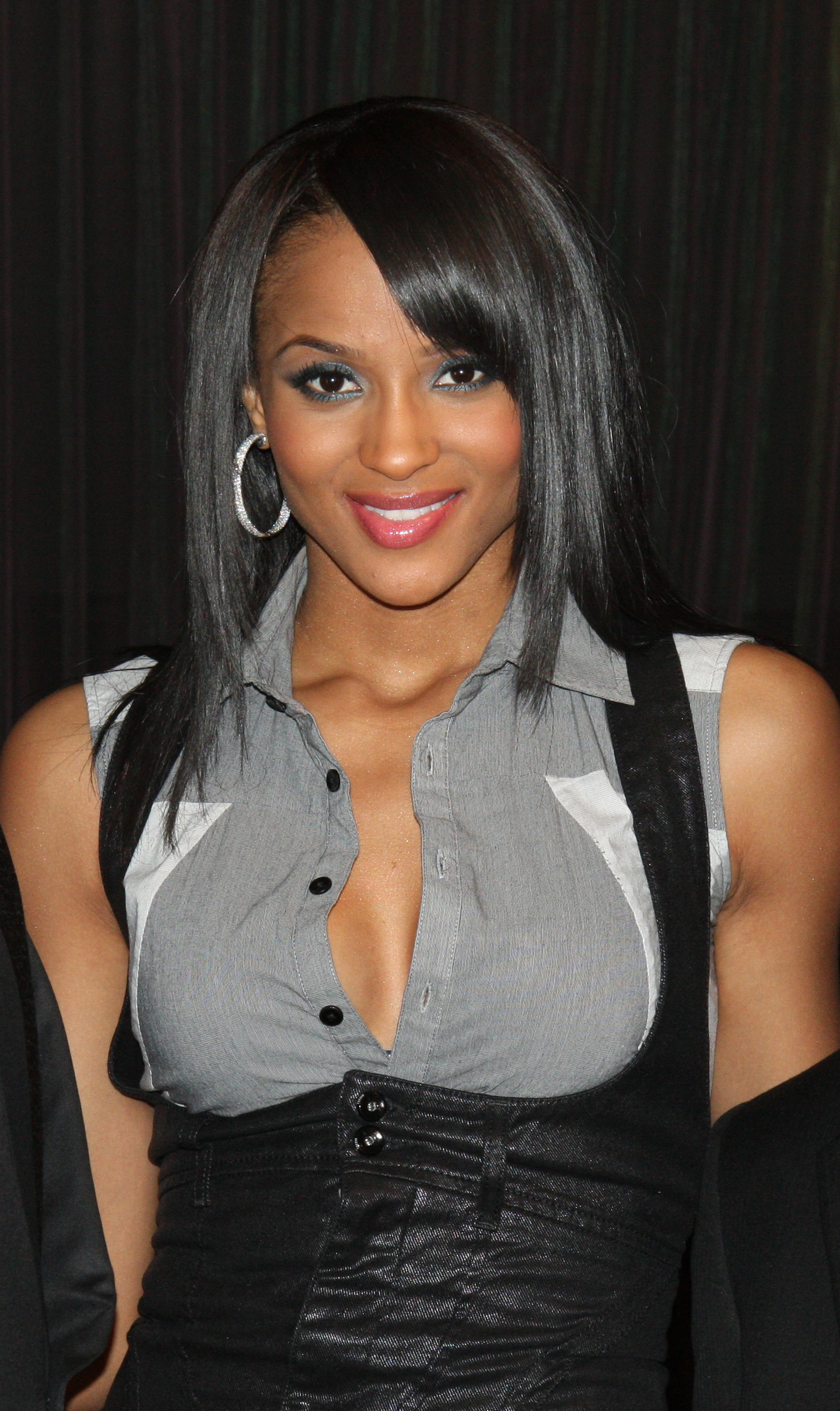
Ciara conseguiu alcançar o número um da Hot 100 pela primeira vez com "Goodies", o seu single de estreia.

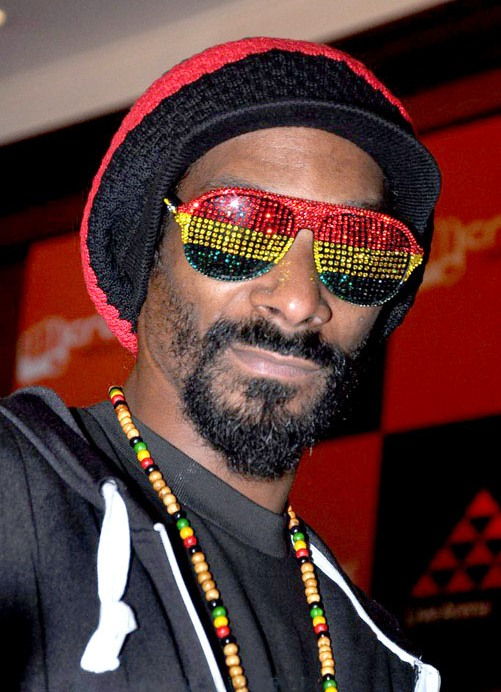
"Drop It Like It's Hot" rendeu ao rapper Snoop Dogg o seu primeiro número um nos EUA, onze anos após ter estreado na Hot 100.

|  | Denota o single com o melhor desempenho do ano. |

| Data            | Canção                  | Artista(s)                                         |
| --------------- | ----------------------- | -------------------------------------------------- |
| 3 de Janeiro    | "Hey Ya!"               | OutKast                                            |
| 10 de Janeiro   | "Hey Ya!"               | OutKast                                            |
| 17 de Janeiro   | "Hey Ya!"               | OutKast                                            |
| 24 de Janeiro   | "Hey Ya!"               | OutKast                                            |
| 31 de Janeiro   | "Hey Ya!"               | OutKast                                            |
| 7 de Fevereiro  | "Hey Ya!"               | OutKast                                            |
| 14 de Fevereiro | "The Way You Move"      | OutKast com participação de Sleepy Brown           |
| 21 de Fevereiro | "Slow Jamz"             | Twista com participação de Kanye West e Jamie Foxx |
| 28 de Fevereiro | "Yeah!"                 | Usher com participação de Lil Jon & Ludacris       |
| 6 de Março      | "Yeah!"                 | Usher com participação de Lil Jon & Ludacris       |
| 13 de Março     | "Yeah!"                 | Usher com participação de Lil Jon & Ludacris       |
| 20 de Março     | "Yeah!"                 | Usher com participação de Lil Jon & Ludacris       |
| 27 de Março     | "Yeah!"                 | Usher com participação de Lil Jon & Ludacris       |
| 3 de Abril      | "Yeah!"                 | Usher com participação de Lil Jon & Ludacris       |
| 10 de Abril     | "Yeah!"                 | Usher com participação de Lil Jon & Ludacris       |
| 17 de Abril     | "Yeah!"                 | Usher com participação de Lil Jon & Ludacris       |
| 24 de Abril     | "Yeah!"                 | Usher com participação de Lil Jon & Ludacris       |
| 1 de Maio       | "Yeah!"                 | Usher com participação de Lil Jon & Ludacris       |
| 8 de Maio       | "Yeah!"                 | Usher com participação de Lil Jon & Ludacris       |
| 15 de Maio      | "Yeah!"                 | Usher com participação de Lil Jon & Ludacris       |
| 22 de Maio      | "Burn"                  | Usher                                              |
| 29 de Maio      | "Burn"                  | Usher                                              |
| 5 de Junho      | "Burn"                  | Usher                                              |
| 12 de Junho     | "Burn"                  | Usher                                              |
| 19 de Junho     | "Burn"                  | Usher                                              |
| 26 de Junho     | "Burn"                  | Usher                                              |
| 3 de Julho      | "Burn"                  | Usher                                              |
| 10 de Julho     | "I Believe"             | Fantasia                                           |
| 17 de Julho     | "Burn"                  | Usher                                              |
| 24 de Julho     | "Confessions Part II"   | Usher                                              |
| 31 de Julho     | "Confessions Part II"   | Usher                                              |
| 7 de Agosto     | "Slow Motion"           | Juvenile com participação de Soulja Slim           |
| 14 de Agosto    | "Slow Motion"           | Juvenile com participação de Soulja Slim           |
| 21 de Agosto    | "Lean Back"             | Terror Squad                                       |
| 28 de Agosto    | "Lean Back"             | Terror Squad                                       |
| 4 de Setembro   | "Lean Back"             | Terror Squad                                       |
| 11 de Setembro  | "Goodies"               | Ciara com participação de Petey Pablo              |
| 18 de Setembro  | "Goodies"               | Ciara com participação de Petey Pablo              |
| 25 de Setembro  | "Goodies"               | Ciara com participação de Petey Pablo              |
| 2 de Outubro    | "Goodies"               | Ciara com participação de Petey Pablo              |
| 9 de Outubro    | "Goodies"               | Ciara com participação de Petey Pablo              |
| 16 de Outubro   | "Goodies"               | Ciara com participação de Petey Pablo              |
| 23 de Outubro   | "Goodies"               | Ciara com participação de Petey Pablo              |
| 30 de Outubro   | "My Boo"                | Usher e Alicia Keys                                |
| 6 de Novembro   | "My Boo"                | Usher e Alicia Keys                                |
| 13 de Novembro  | "My Boo"                | Usher e Alicia Keys                                |
| 20 de Novembro  | "My Boo"                | Usher e Alicia Keys                                |
| 27 de Novembro  | "My Boo"                | Usher e Alicia Keys                                |
| 4 de Dezembro   | "My Boo"                | Usher e Alicia Keys                                |
| 11 de Dezembro  | "Drop It Like It's Hot" | Snoop Dogg com participação de Pharrell            |
| 18 de Dezembro  | "Drop It Like It's Hot" | Snoop Dogg com participação de Pharrell            |
| 25 de Dezembro  | "Drop It Like It's Hot" | Snoop Dogg com participação de Pharrell            |